# Cytheropteron pyramidale
Cytheropteron pyramidale är en kräftdjursart som beskrevs av Brady 1868. Cytheropteron pyramidale ingår i släktet Cytheropteron och familjen Cytheruridae. Arten är reproducerande i Sverige. Inga underarter finns listade i Catalogue of Life.